# Procedura budżetowa gminy
Uzasadnienie: artykuły w znacznej części pokrywają się pod względem zakresu tematycznego
Procedura budżetowa gminy

## Budżet gminy
Budżet gminy to roczny plan dochodów, wydatków oraz przychodów i rozchodów gminy.
Budżet gminy określa również, w skali roku, przychody i wydatki:
- zakładów budżetowych,
- gospodarstw pomocniczych jednostek budżetowych,
- oraz środki specjalne, przychody i wydatki funduszy celowych gminy.

Budżet gminy uchwalany jest w formie uchwały budżetowej i stanowi podstawę gospodarki finansowej gminy.
Ilekroć w artykule mowa jest o wójcie, należy przez niego rozumieć także burmistrza i prezydenta miasta.

### Dochody gminy
- dochody z majątku gminy;
- wpływy z opłat: skarbowej, eksploatacyjnej, opłat lokalnych, itp.
- wpływy z podatków: od nieruchomości, leśnego, rolnego, od środków transportowych, od działalności gospodarczej osób fizycznych (karta podatkowa), od spadków i darowizn;
- udziały w podatkach stanowiących dochody budżetu państwa;
- dotacje celowe z budżetu państwa na zadania z zakresu administracji rządowej zlecanej gminom oraz inne zadania zlecone ustawami;
- dochody jednostek budżetowych oraz wpłaty zakładów budżetowych i gospodarstw pomocniczych jednostek budżetowych gminy;
- subwencja ogólna (3 części: podstawowa, oświatowa, rekompensująca);
- odsetki od środków finansowych gminy, gromadzonych na rachunkach bankowych;
- środki z Unii Europejskiej.

### Wydatki gminy
- zadania własne (dochody własne oraz subwencje);
- zadania własne obowiązkowe (finansowane w oparciu o dotacje celowe lub ze środków ustalonych w porozumieniach);
- zadania zlecone wynikające z ustaw;
- zadania wynikające z porozumienia z organami administracji rządowej i innymi jednostkami samorządu terytorialnego.

## Opracowanie projektu budżetu
Na proces opracowywania budżetu gminy wypływa wiele uwarunkowań wewnętrznych, jak i zewnętrznych, np.
- wielkość gminy,
- wypracowana forma dialogu między społecznością lokalną a organami gminy,
- poziom rozwoju gospodarczego,
- poziom zaangażowania radnych w rozwiązywanie bieżących i perspektywicznych problemów wspólnoty lokalnej itp.

Należy pamiętać, że w celu opracowania budżetu gminy, który zaspokoi potrzeby mieszkańców, podległych jednostek i zakładów budżetowych, konieczne jest właściwe rozeznanie potrzeb.

### Etapy opracowania projektu budżetu
1. Kierownicy gminnych jednostek budżetowych (np. gminnego ośrodka pomocy społecznej, straży gminnej, szkół podstawowych itp.) oraz kierownicy zakładów budżetowych opracowują plany rzeczowe zadań planowanych do wykonania w danym roku, tworząc w ten sposób projekty planów finansowych.
2. Radni i przedstawiciele jednostek pomocniczych (np. sołtysi) mogą składać wnioski do projektu budżetu gminy. Wnioski obejmują propozycje zadań koniecznych do wykonania w danym roku.
3. Materiały prezentujące potrzeby jednostek zakładów budżetowych i mieszkańców, składane są do skarbnika gminy w wyznaczonym przez radę gminy terminie.
4. Skarbnik oblicza kwoty dochodów gminy – opracowuje zbiorcze zestawienie dochodów i wydatków (w oparciu o wyliczone kwoty dochodów oraz na podstawie przedłożonych materiałów i wniosków od kierowników jednostek budżetowych, zakładów budżetowych, radnych oraz sołtysów).
5. Zestawienie trafia do wójta gminy, który na jego podstawie opracowuje projekt budżetu.

## Uchwalanie budżetu

### Etapy uchwalania budżetu
1. Projekt budżetu wraz z informacją o stanie mienia komunalnego przesyłany jest do regionalnej izby obrachunkowej, której zadaniem jest sprawowanie nadzoru finansowego nad gminą.
2. Opinia dotycząca projektu budżetu musi być przedstawiona przed jego uchwaleniem.
3. Projekt budżetu wójt przedkłada radzie gminy najpóźniej do 15 listopada roku poprzedzającego rok budżetowy.
4. Projekt budżetu przedstawiany jest przez przewodniczącego rady gminy do zaopiniowania przed wszystkimi stałymi komisjami rady.
5. Komisje rady gminy formułują opinie o projekcie budżetu- mają możliwość zgłaszania propozycji wprowadzenia do budżetu nowego wydatku lub zwiększenia wydatku już przewidzianego w projekcie (jednocześnie wskazując źródło jego finansowania), a także mogą obniżyć wielkość proponowanych wydatków.
6. Opinie poszczególnych komisji są podstawą do sformułowania ostatecznej wersji projektu budżetu przez wójta gminy, który nanosi wszystkie poprawki.
7. Uchwała budżetowa musi zostać uchwalona przed rozpoczęciem roku budżetowego. W szczególnych przypadkach – nie później niż do 31 stycznia roku budżetowego. Do czasu uchwalenia uchwały budżetowej podstawą gospodarki finansowej jest projekt uchwały budżetowej.
8. W przypadku, gdy uchwała budżetowa nie zostanie uchwalona w terminie to regionalna izba obrachunkowa do końca lutego[1] roku budżetowego ustala budżet gminy w zakresie zadań zleconych oraz zadań obowiązkowych.

## Wykonanie budżetu
- Wykonywanie budżetu gminy musi być poprzedzone opracowaniem planu wykonawczego.
- Wszystkim komunalnym jednostkom budżetowym oraz jednostkom gospodarki pozabudżetowej muszą być przypisane zaplanowane w budżecie dochody i wydatki.
- Rada gminy w uchwale budżetowej określa szczegółowość układu wykonawczego.
- Zasady gospodarki finansowej gminy określone są w ustawie o finansach publicznych.
- We wspomnianej ustawie ujęta została zasada mówiąca, że realizacja zadań, zawartych w budżecie, następuje w terminie określonym przepisami.
- Należy pamiętać, że jakiekolwiek opóźnienia w realizacji zadań mogą spowodować wzrost wydatków (w postaci odsetek) oraz negatywne skutki społeczne.
- Dlatego bardzo ważne jest aby jednostki realizujące dochody budżetowe prawidłowo i terminowo ustalały należności z tytułu dochodów oraz odprowadzały zrealizowane dochody na rachunek budżetu gminy w terminie ustalonym w wewnętrznych uregulowaniach.
- Dodatkowo należy również przestrzegać zasady dokonywania wydatków w granicach kwot, które zostały określone w budżecie (zgodnie z przeznaczeniem, w sposób celowy i zgodnie z zasadami o zamówieniach publicznych)- zaplanowane wydatki mają charakter maksymalny, tzn. że nie można wydawać więcej środków niż te, które były ustalone w planach finansowych.
- Dokonywanie w budżecie gminy zmian należy do kompetencji rady gminy, np.:

– zmiany budżetu w ramach otrzymania dodatkowych subwencji i dotacji,
– blokowanie wydatków budżetowych;
– przenoszenie wydatków między działami klasyfikacji budżetowej.
- Kolejną kwestią jest fakt otrzymywanie przez gminę dotacji celowych z budżetu państwa na realizację zadań zleconych oraz dofinansowanie zadań własnych. Celowy charakter dotacji zobowiązuje do wykorzystania ich zgodnie z przeznaczeniem (ustawa o finansach publicznych wyraźnie mówi o konieczności zwrotu do budżetu państwa niewykorzystanych dotacji oraz zwrotu dotacji, które zostały wykorzystane niezgodnie ze swoim przeznaczeniem).
- Dotacje mogą być również udzielane z budżetu gminy – dotyczy to:
- nie komunalnych jednostek organizacyjnych, które realizują zadania gminy oraz komunalnych jednostek organizacyjnych, które działają w formie gospodarki pozabudżetowej.

### Kontrola wykonania budżetu
- Wykonanie budżetu gminy podlega kontroli rady gminy.
- I półrocze – wójt jest obowiązany przedstawić Radzie Gminy oraz Regionalnej Izbie Obrachunkowej informację o przebiegu wykonania budżetu gminy w terminie 60 dni po upływie okresu sprawozdawczego (najpóźniej do dnia 31 sierpnia).
- Wójt wykonuje roczne sprawozdanie z wykonania budżetu gminy w terminie do 31 marca następnego roku.
- Sprawozdanie roczne zostaje przesłane przez wójta do regionalnej izby obrachunkowej oraz do urzędu statystycznego.
- Główny Urząd Statystyczny opracowuje zbiorcze roczne sprawozdanie z wykonania budżetu gmin oraz sprawozdanie z wykonania zadań zleconych z zakresu administracji rządowej.
- Do dnia 30 czerwca po roku sprawozdawczym rada gminy rozpatruje sprawozdanie z wykonania budżetu gminy oraz podejmuje uchwałę w kwestii udzielenia absolutorium wójtowi.